# Salem (Fernsehserie)
Salem ist eine US-amerikanische Fernsehserie mit historischem Hintergrund und vielen fiktionalen Elementen, die von den Drehbuchautoren Brannon Braga und Adam Simon entwickelt wurde. Die Serie spielt zu Zeiten der Hexenverfolgungen während des 17. Jahrhunderts und gehört hauptsächlich dem Dramagenre an, enthält aber Mystery und Horrorelemente.
In den Hauptrollen sind u. a. Janet Montgomery und Shane West zu sehen. Die Serie feierte am 20. April 2014 ihre Premiere auf dem amerikanischen Fernsehsender WGN America. Bereits nach nur drei ausgestrahlten Episoden wurde die Serie am 5. Mai 2014 um eine zweite Staffel verlängert. Die Verlängerung um eine dritte Staffel, die 2016 ausgestrahlt wurde, erfolgte im Juli 2015. Am 13. Dezember 2016 wurde bekannt, dass WGN die Serie nach der dritten Staffel absetzen wird; die letzte Episode wurde am 25. Januar 2017 ausgestrahlt.

## Handlung
Im Zentrum der Handlung steht Mary Sibley, eine hübsche, unbarmherzige, aber dennoch sehr verletzliche, mächtige Hexe, die mit einem Mitglied des Stadtrates von Salem verheiratet ist. Ihre Hexenmacht wuchs jedoch erst in den letzten Jahren, in denen ihre Jugendliebe John Alden im Krieg gegen Franzosen und Ureinwohner kämpfte. Als dieser zurückkehrt nach Salem werden alte Gefühle bei Mary hervorgerufen.
Aldens alter Freund Cotton Mather, ein lokaler Geistlicher, beschäftigt sich derzeit mit der Suche nach Hexen, die sich jedoch zur Hysterie steigert.

### Staffel 1
John Alden zieht in den Krieg, ohne zu wissen, dass er seine Geliebte Mary geschwängert hat. Als diese von ihrer Schwangerschaft erfährt, ist John längst fort. Umgeben von strenggläubigen Puritaner treibt sie das Kind ab. Cotton Mather fürchtet sich immer mehr, die Stadt würde man nicht mehr von der Hexerei befreien können. Sich bewusst, dass viele Unschuldige ihr Leben in diesem Prozess gaben. John, der nach Salem zurückkehrte, erhält unerwarteten Besuch von Mary. Wieder wird eine Unschuldige der Hexerei beschuldigt, während die eigentlichen Hexen zusehen wie sie zum Tode verurteilt wird. Magistrat John Hale erfährt, dass jemand den geheimen Hexenritus beobachtet hat. Dieser jemand ist Isaac Walton. Die Lösung, ihn als nächstes Opfer zu wählen, scheitert, da Mary ihn von früher kennt und schätzt. Reverend Lewis versucht sich an einem verbotenen Exorzismus, durchführt an seiner eigenen Tochter. Mary greift zu drastischen Mitteln. Ihre Position als Anführerin der Hexen droht verloren zu gehen. John Hale und Rose werden gewarnt, dass John und Mary eine Gefahr darstellen. John Alden und Cotton Mather gelingt es die Hexe Rose gefangen zu nehmen. In der kommenden Nacht sollen die Planeten in einer besonderen Konstellation stehen, dies soll dazu führen, dass Hexen an einem bestimmten Ort keine Lügen erzählen können. Mary versucht alles um wieder an die Macht bei den Hexen zu kommen, während Tituba das Artefakt sucht, welches John Alden versteckt hat. Mit dunkler Magie schickt sie Mary in die Träume ihres ehemaligen Liebhabers, was Konsequenzen nach sich zieht. Cottons Vater, Increase Mather, taucht in Salem auf. Ein berüchtigter Hexenjäger und schafft es so gleich ein Mitglied des Zirkels aufzudecken. Mary sorgt sich, ob Increase etwas an ihrem Mann George Sibley bemerkt, welchen sie mit einem Bann belegte, um seine Macht zu bekommen. Mercy, die Tochter des Reverend, ist nun auch eine Hexe und sie und Tituba buhlen um Marys Aufmerksamkeit. In einer selbst gebastelten Folterkammer verhört Increase Tituba, gegen die Einsprüche Marys und die seines Sohns. John Alden wird der Hexerei beschuldigt und Mary versucht alles um einen Prozess zu vermeiden. Mary kann ihr Geheimnis vor John nicht mehr geheim halten und er erfährt, dass sie eine Hexe ist. Jedoch kann dies seine Liebe zu ihr nicht schmälern und er überzeugt sie, gemeinsam Salem zu verlassen.

### Staffel 2
Salem wird von der Pest heimgesucht. Tituba und Mary geraten aneinander, weil Mary die kostbare Zeit mit ihrem gerade zurückgekehrten Sohn verbringen will. Mercy sammelt Anhänger um sich herum und wird von Mary konfrontiert. Anne Hale, die Tochter von John Hale, muss lernen, dass sie ebenfalls eine Hexe ist und wird vor die Aufgabe gestellt ihre Kraft zu kontrollieren. In Boston muss Cotton Mather sein Versagen in Salem erklären. Mary versucht die Bürger Salems gegen ihren ehemaligen Schützling Mercy und ihren mutwilligen Hexen aufzubringen. Gleichzeitig hofft sie ihre Aufgabe erfüllen zu können, damit sie schlussendlich mit ihrem Sohn vereint sein kann, welcher beginnt, eine andere, beunruhigende Seite seiner Natur zu zeigen. Anne Hale – reif mit ihren neuen und noch nicht beherrschbaren Kräften – begibt sich auf eine unvorhergesehene Reise. Salem versucht weiterhin gegen die Pest anzukommen, doch die Stadtbewohner verfallen in Angst. Mary versucht die Kontrolle über die Stadt zu behalten. John Alden kehrt zurück nach Salem. Trotz Titubas Warnungen, beginnt Mary Anne Hale in der Kunst der Hexerei zu unterrichten. John Alden macht weiterhin in Salem seine Präsenz spürbar, und seine Handlungen haben Auswirkungen auf ihn und auf andere, sowohl politisch als auch physisch. Mercy geht ihren Racheplänen gegen Mary weiter nach. Nach Marys öffentlicher Züchtigung setzt der kürzlich ernannte Magistrat Hathorne seinen Versuch fort, die Macht über die Bürgerschaft von Salem zu erzwingen. In der Zwischenzeit, während John Alden seine Aufgabe fortsetzt, liefert seine Suche nach Antworten wertvolle Ergebnisse, und Mary führt den Kampf direkt zu ihren neuesten Feinden. Die Gräfin Marburg kommt nach Salem und bringt Geschenke für die Bürger und Ratschläge für Mary. Die folgende Schlacht führt zu einem Ergebnis, das Marys Pläne entweder unterstützen oder behindern könnte. Mercy begegnet einem potentiellen neuen Verbündeten und Mary sucht Hilfe aus einer unerwarteten Quelle. Mary greift auf drastische Maßnahmen zurück, um wertvolle Informationen für die Bekämpfung der Gräfin zu erhalten. Während die Gräfin und ihr Sohn Sebastian ihren Plan fortsetzen, wird ihnen ein seltener Einblick in die Festung ihres Feindes gewährt, wo eine faszinierende Einführung gemacht wird und ihre Sache durch einen neuen, aber unberechenbaren Verbündeten gestärkt wird. Unterdessen macht Tituba Pläne für ihre kürzlich gefangene Beute, und Cotton bekommt einen überraschenden Besuch. Sowohl Anne als auch Cotton erhalten unerwartete spätabendliche Besuche, von denen jede sehr unterschiedliche Schlussfolgerungen ergibt. Als Mary versucht, eine Beziehung zu ihrem Sohn aufzubauen, entdecken sie und Tituba, dass der scheinbar verängstigte und verletzliche kleine Junge beunruhigende Gedanken und Vorlieben, vielleicht sogar dunklere Geheimnisse birgt. Tituba versucht, mit dem gefangenen John Alden eine Abmachung zu treffen. Als der Komet sich der Erde nähert und den Höhepunkt des finsteren Plans der Hexen ankündigt, macht die Gräfin Marburg eine lange erwartete Bekanntschaft mit einer Person, die eine Schlüsselrolle in ihr und der Sache der anderen spielt. Noch während Mary bereit ist, gegen die Gräfin zu schlagen, erhält sie Nachrichten, die sie bis ins Mark erschüttern. In der Zwischenzeit sammelt Anne weiterhin Wissen aus den Schriften ihres verstorbenen Vaters und eine langwierige Fehde erreicht einen Wendepunkt und gipfelt in einer überraschenden und potenziell bahnbrechenden Enthüllung. Während sich die Gräfin Marburg auf die bevorstehende Ankunft des „Sternenboten“ und ihres Geliebten, des Dunklen Lords, vorbereitet, unternimmt Mary einen letzten verzweifelten Versuch, die Pläne der ewigen Hexe zu durchkreuzen, aber ihr Erfolg oder Misserfolg liegt in den Händen anderer. Während John und Cotton mit ihrer monumentalen und ungewohnten Aufgabe fortfahren, muss jeder neue Informationen verarbeiten und Kraft sammeln, um sie in dem zu unterstützen, was vor ihnen liegt. Während der Kometen immer näher rückt, kämpft John Alden um sein Leben, während Anne Hale sich darum bemüht, jemanden zu schützen, dessen Leben oder Tod große Konsequenzen für Hexen und Sterbliche mit sich bringt. Mary, spürbar von den jüngsten Ereignissen betroffen, befindet sich in einer völlig ungewohnten Situation, was sie dazu bringt, einen riskanten Schachzug auszuprobieren. Die Gräfin Marburg scheint mit ihrer scheinbar vollendeten Mission in der scheinbaren Vollendung ihrer Pläne zu schwelgen, ohne zu ahnen, dass das Objekt ihrer Hingabe Wünsche hat, die in direktem Widerspruch zu ihrem stehen können. Von den jüngsten Ereignissen emotional erschöpft, führt eine alles andere als besiegte Mary einen letzten Versuch gegen die Gräfin aus.

### Staffel 3
Der Teufel ist in Salem angekommen und nur eine Frau könnte ihn aufhalten, seine Mutter Mary. Doch die mächtige Hexe scheint tot zu sein.

## Besetzung

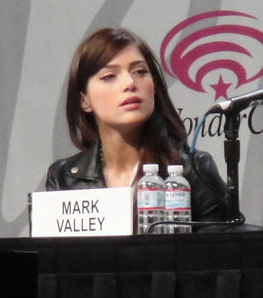
Janet Montgomery (2011)
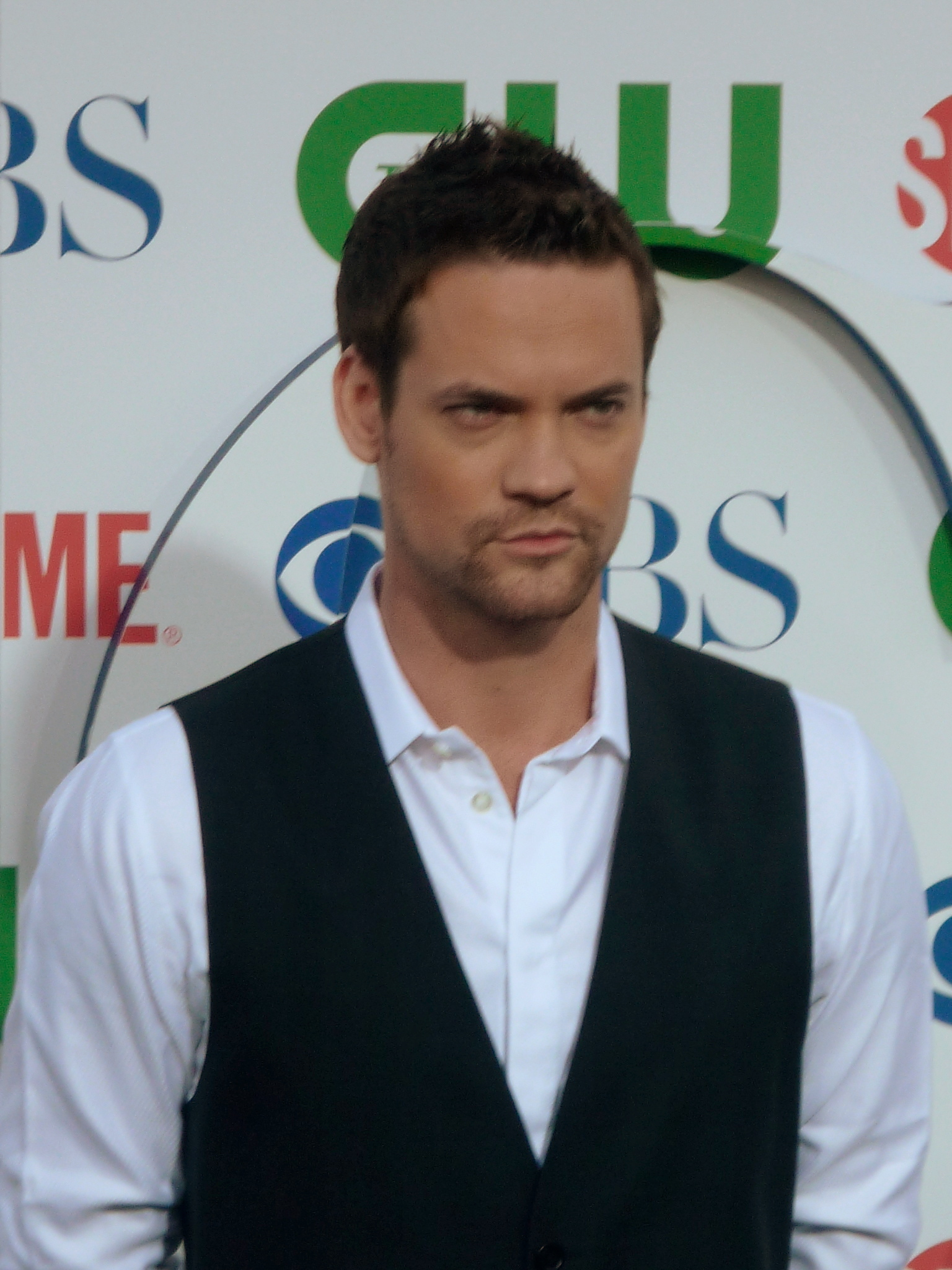
Shane West (2010)
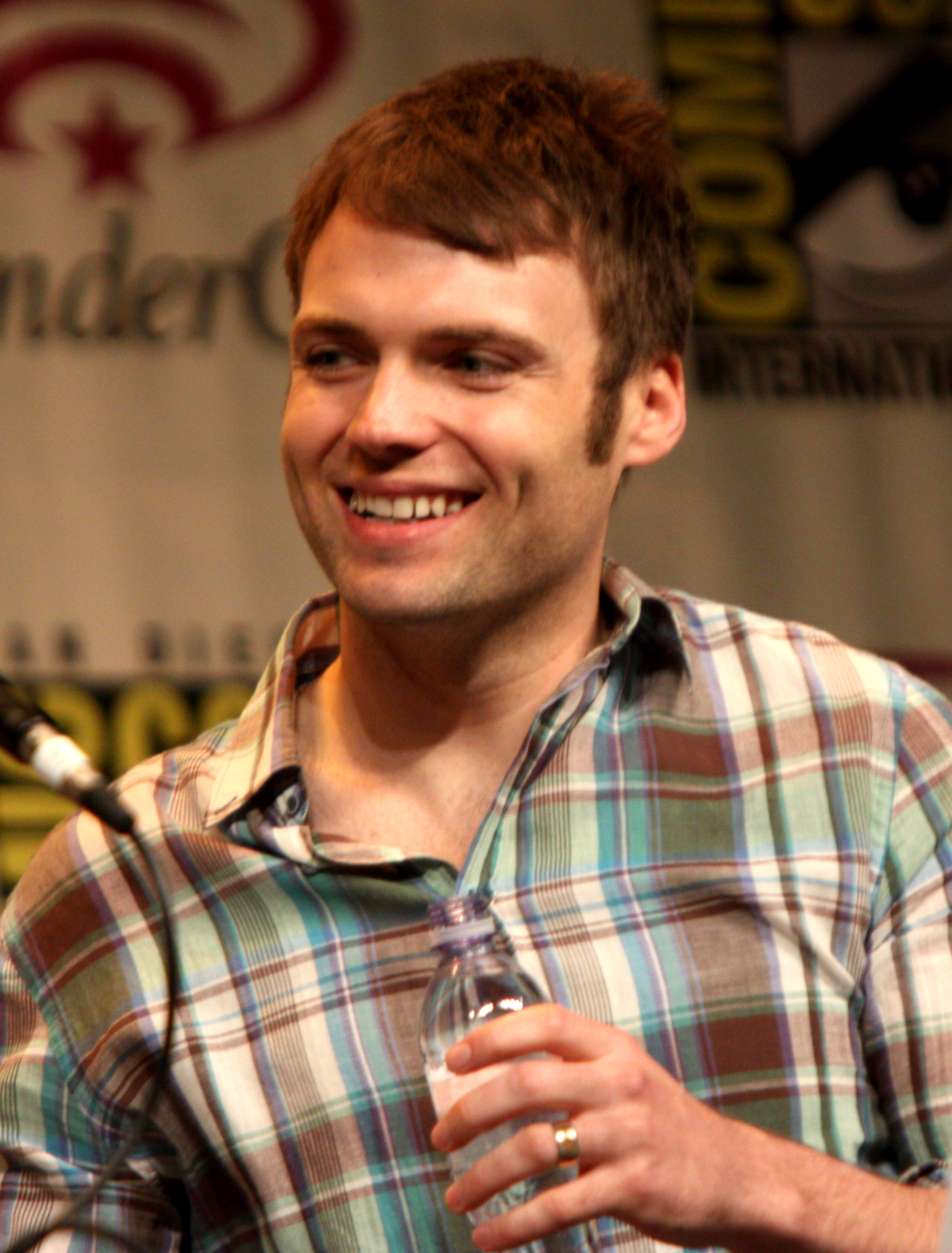
Seth Gabel (2012)
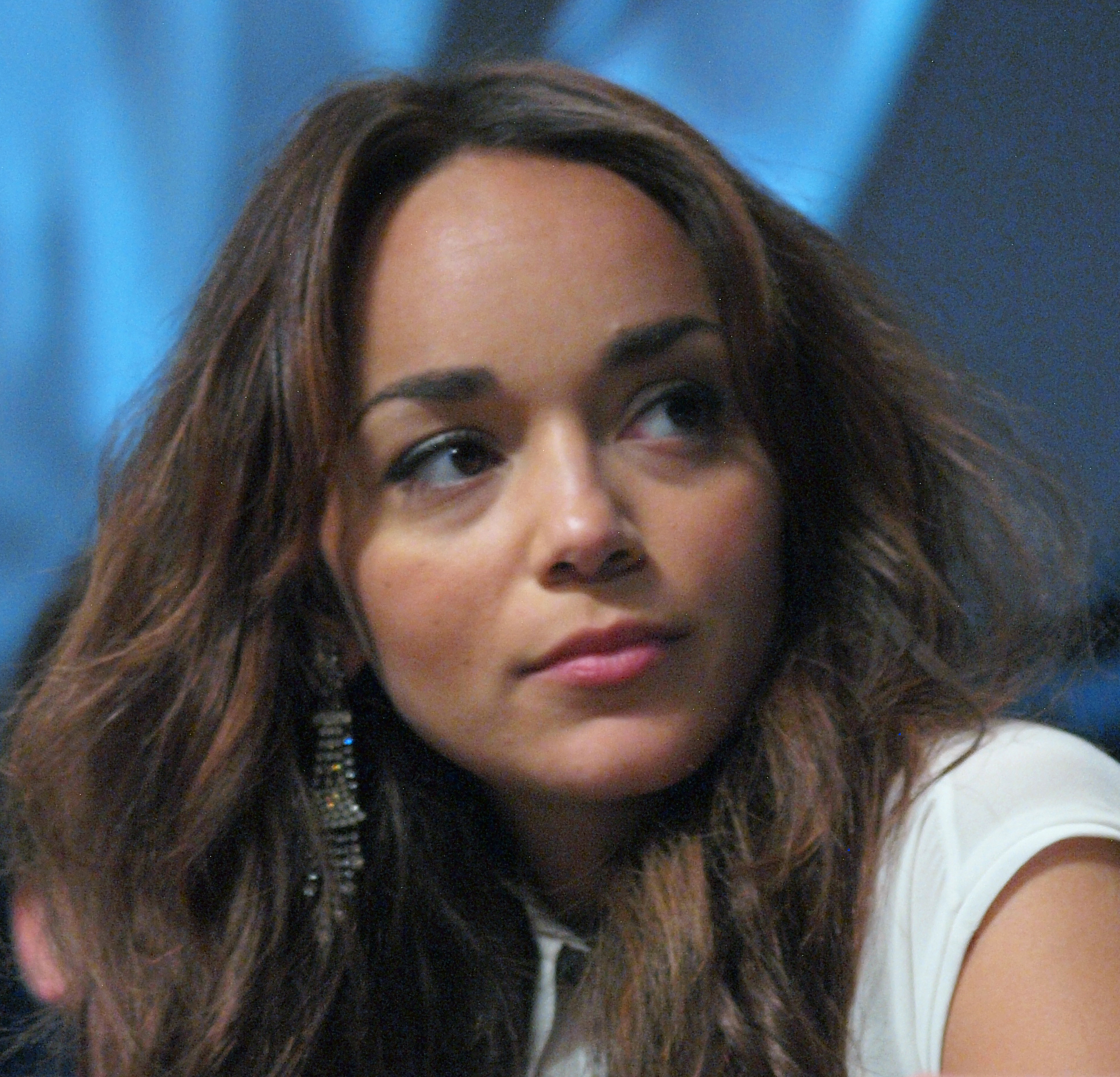
Ashley Madekwe (2012)
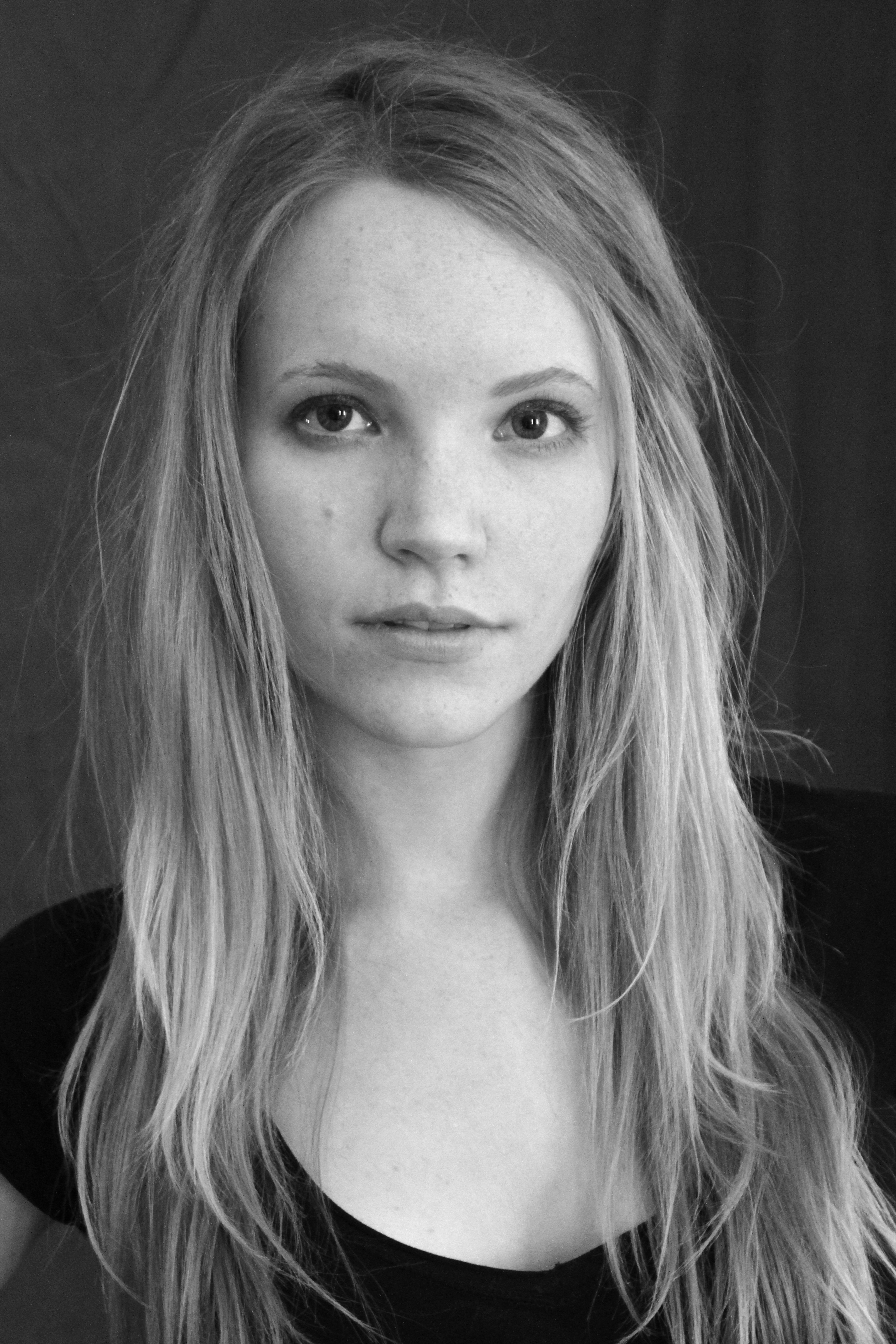
Tamzin Merchant (2011)
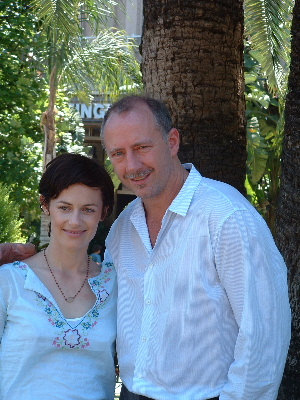
Xander Berkeley (2003)

Die Serie wurde bei der Arena Synchron in Berlin vertont. Nadine Geist und Tobias Neumann schrieben die Dialogbücher, Tobias Müller führte die Dialogregie.
| Rollenname                              | Schauspieler/in   | Hauptrolle | Nebenrolle          | Synchronsprecher/in |
| --------------------------------------- | ----------------- | ---------- | ------------------- | ------------------- |
| Mary Sibley                             | Janet Montgomery  | 1.01–3.10  |                     | Ilona Brokowski     |
| John Alden                              | Shane West        | 1.01–3.10  |                     | Frank Schaff        |
| Cotton Mather                           | Seth Gabel        | 1.01–3.10  |                     | Timmo Niesner       |
| Tituba                                  | Ashley Madekwe    | 1.01–3.10  |                     | Anja Stadlober      |
| Anne Hale                               | Tamzin Merchant   | 1.01–3.10  |                     | Yvonne Greitzke     |
| Mercy Lewis                             | Elise Eberle      | 1.01–3.10  |                     | Maximiliane Häcke   |
| Magistrat John Hale                     | Xander Berkeley   | 1.01–1.13  |                     | Holger Mahlich      |
| Isaac Walton                            | Iddo Goldberg     | 1.01–3.10  |                     | Jan Makino          |
| Baron Sebastian von Marburg             | Joe Doyle         | 2.02–3.10  |                     | Arne Stephan        |
| John Sibley                             | Oliver Bell       | 2.01–3.10  | 1.13                | Till Flechtner      |
| Mrs. Hale                               | Lara Grice        |            | 1.01–1.13           |                     |
| George Sibley                           | Michael Mulheren  |            | 1.01–2.06           | Jürgen Kluckert     |
| Gloriana                                | Azure Parsons     |            | 1.01–1.08 3.05–3.09 | Vera Teltz          |
| Petrus                                  | Christopher Berry |            | 1.02–2.02           | Bernhard Völger     |
| Rose                                    | Diane Salinger    |            | 1.03–1.06           | Karin Buchholz      |
| Increase Mather                         | Stephen Lang      |            | 1.07–1.13,          | Oliver Stritzel     |
| Dollie Trask                            | Sammi Hanratty    |            | 1.05–2.06           |                     |
| Wendell Hathorne                        | Jeremy Crutchley  |            | 2.01–3.10           | Tobias Lelle        |
| Pfalzgräfin Ingrid Palatine von Marburg | Lucy Lawless      |            | 2.01–3.10           | Bettina Weiß        |

## Episodenliste
| Nr. (ges.) | Nr. (St.) | Deutscher Titel          | Originaltitel              | Erstausstrahlung USA | Deutschsprachige Erstausstrahlung (D) | Regie                | Drehbuch                         | Zuschauer (USA) |
| ---------- | --------- | ------------------------ | -------------------------- | -------------------- | ------------------------------------- | -------------------- | -------------------------------- | --------------- |
| 1          | 1         | Hexensabbat              | The Vow                    | 20. Apr. 2014        | 19. Nov. 2014                         | Richard Shepard      | Brannon Braga & Adam Simon       | 1,52 Mio.       |
| 2          | 2         | Die Monstrengeburt       | The Stone Child            | 27. Apr. 2014        | 26. Nov. 2014                         | David Von Ancken     | Brannon Braga & Adam Simon       | 0,77 Mio.       |
| 3          | 3         | Machtkampf               | In Vain                    | 4. Mai 2014          | 3. Dez. 2014                          | Alex Zakrzewski      | Elizabeth Sarnoff & Tricia Small | 0,44 Mio.       |
| 4          | 4         | Der Fremde               | Survivors                  | 11. Mai 2014         | 10. Dez. 2014                         | David Von Ancken     | Jon Harmon Feldman               | 0,32 Mio.       |
| 5          | 5         | Das Artefakt des Teufels | Lies                       | 18. Mai 2014         | 17. Dez. 2014                         | Sergio Mimica-Gezzan | Tricia Small & Elizabeth Sarnoff | 0,50 Mio.       |
| 6          | 6         | Eine neue Schwester      | The Red Rose and the Briar | 25. Mai 2014         | 7. Jan. 2015                          | PJ Pesce             | Joe Menosky & Adam Simon         | —               |
| 7          | 7         | Traumwanderung           | Our Own Private America    | 1. Juni 2014         | 14. Jan. 2015                         | David Von Ancken     | Adam Simon & Brannon Braga       | 0,54 Mio.       |
| 8          | 8         | Im Namen des Vaters      | Departures                 | 8. Juni 2014         | 21. Jan. 2015                         | Alex Zakrzewski      | Jon Harmon Feldman               | 0,57 Mio.       |
| 9          | 9         | Spinnennetz              | Children Be Afraid         | 15. Juni 2014        | 28. Jan. 2015                         | David Grossman       | Elizabeth Sarnoff & Tricia Small | 0.490 Mio       |
| 10         | 10        | Das Haus der Schmerzen   | The House of Pain          | 22. Juni 2014        | 4. Feb. 2015                          | David Von Ancken     | Adam Simon & Joe Menosky         | 0.465 Mio       |
| 11         | 11        | Katz und Maus            | Cat and Mouse              | 29. Juni 2014        | 11. Feb. 2015                         | Tricia Brock         | Jon Harmon Feldman               | 0.591 Mio       |
| 12         | 12        | Offenbarungen            | Ashes, Ashes               | 6. Juli 2014         | 18. Feb. 2015                         | Bill Johnson         | Brannon Braga & Adam Simon       | 0.363 Mio       |
| 13         | 13        | Roter Tod                | All Fall Down              | 13. Juli 2014        | 25. Feb. 2015                         | David Von Ancken     | Brannon Braga & Adam Simon       | 0.432 Mio       |

| Nr. (ges.) | Nr. (St.) | Deutscher Titel               | Originaltitel          | Erstausstrahlung USA | Deutschsprachige Erstausstrahlung (D) | Regie           | Drehbuch                       | Zuschauer (USA) |
| ---------- | --------- | ----------------------------- | ---------------------- | -------------------- | ------------------------------------- | --------------- | ------------------------------ | --------------- |
| 14         | 1         | Der Hexenkrieg beginnt        | Cry Havoc              | 5. Apr. 2015         | 20. Mai 2015                          | Nick Copus      | Brannon Braga & Adam Simon     | 0.510 Mio       |
| 15         | 2         | Blut Kuss                     | Blood Kiss             | 12. Apr. 2015        | 27. Mai 2015                          | Allan Arkush    | Brannon Braga & Adam Simon     | 0.376 Mio       |
| 16         | 3         | Ein neuer Feind               | From Within            | 19. Apr. 2015        | 3. Juni 2015                          | Alex Zakrzewski | Kelly Souders & Brian Peterson | 0.495 Mio       |
| 17         | 4         | Buch der Schatten             | Book of Shadows        | 16. Apr. 2015        | 10. Juni 2015                         | Allan Kroeker   | Joe Menosky & Adam Simon       | 0.331 Mio       |
| 18         | 5         | Der Weindunkle See            | The Wine Dark Sea      | 3. Mai 2015          | 17. Juni 2015                         | Peter Weller    | Turi Meyer & Al Septien        | 0.334 Mio       |
| 19         | 6         | Ein Wunsch im Mondlicht       | I'll Met by Moonlight  | 10. Mai 2015         | 24. Juni 2015                         | Nick Copus      | Brian Peterson & Kelly Souders | 0.245 Mio       |
| 20         | 7         | Die lockende Schönheit        | The Beckoning Fair One | 17. Mai 2015         | 1. Juli 2015                          | Joe Dante       | Donna Thorland & Adam Simon    | 0.321 Mio       |
| 21         | 8         | Tote Vögel                    | Dead Birds             | 24. Mai 2015         | 8. Juli 2015                          | Alex Kalymnios  | Joe Menosky & Adam Simon       | 0.310 Mio       |
| 22         | 9         | Der Sünde Lohn                | Wages Of Sin           | 31. Mai 2015         | 15. Juli 2015                         | David Grossman  | Al Septien & Turi Meyer        | 0.394 Mio       |
| 23         | 10        | Bis dass der Tod uns scheidet | Till Death Do Us Part  | 7. Juni 2015         | 22. Juli 2015                         | Tim Andrew      | Kelly Souders & Brian Peterson | 0.284 Mio       |
| 24         | 11        | Auf Erden wie in der Hölle    | On Earth As In Hell    | 14. Juni 2015        | 29. Juli 2015                         | Nick Copus      | Joe Menosky & Adam Simon       | 0.314 Mio       |
| 25         | 12        | Die Weihe                     | Midnight Never Come    | 21. Juni 2015        | 5. Aug. 2015                          | Alex Zakrzewski | Donna Thorland & Adam Simon    | 0.318 Mio       |
| 26         | 13        | Hexenstunde                   | The Witching Hour      | 28. Juni 2015        | 12. Aug. 2015                         | Brannon Braga   | Adam Simon                     | 0.337 Mio       |

| Nr. (ges.) | Nr. (St.) | Deutscher Titel            | Originaltitel            | Erstausstrahlung USA | Deutschsprachige Erstausstrahlung (D) | Regie          | Drehbuch                       | Zuschauer (USA) |
| ---------- | --------- | -------------------------- | ------------------------ | -------------------- | ------------------------------------- | -------------- | ------------------------------ | --------------- |
| 27         | 1         | Wiederauferstehung         | After the Fall           | 2. Nov. 2016         | 6. Nov. 2016                          | Nick Copus     | Brannon Braga & Adam Simon     | 0.272 Mio       |
| 28         | 2         | Mauer der Stille           | The Heart Is a Devil     | 9. Nov. 2016         | 14. Nov. 2016                         | Tim Andrew     | Adam Simon                     | 0.212 Mio       |
| 29         | 3         | Rotes Feuer                | The Reckoning            | 16. Nov. 2016        | 20. Nov. 2016                         | Wayne Yip      | Brian Peterson & Kelly Souders | 0.295 Mio       |
| 30         | 4         | Dunkle Geschöpfe der Nacht | Night's Black Agents     | 30. Nov. 2016        | 27. Nov. 2016                         | Joe Dante      | Donna Thorland & Joe Menosky   | 0.270 Mio       |
| 31         | 5         | Teuflische Intrige         | The Witch Is Back        | 7. Dez. 2016         | 4. Dez. 2016                          | Peter Weller   | Adam Simon                     | 0.257 Mio       |
| 32         | 6         | Das Kind der Anderen       | Wednesday's Child        | 14. Dez. 2016        | 11. Dez. 2016                         | Peter Weller   | Donna Thorland & Adam Simon    | 0.286 Mio       |
| 33         | 7         | Rotes Quecksilber          | The Man Who Was Thursday | 4. Jan. 2017         | 18. Dez. 2016                         | Jennifer Lynch | Brian Peterson & Kelly Souders | 0.259 Mio       |
| 34         | 8         | Der Dämonen-Dolch          | Friday's Knights         | 11. Jan. 2017        | 8. Jan. 2017                          | Nick Copus     | Donna Thorland & Adam Simon    | 0.268 Mio       |
| 35         | 9         | Die Teufelsuhr             | Saturday Morning         | 18. Jan. 2017        | 15. Jan. 2017                         | Brannon Braga  | Kelly Souders & Brian Peterson | 0.236 Mio       |
| 36         | 10        | Schwarzer Sonntag          | Black Sunday             | 25. Jan. 2017        | 22. Jan. 2017                         | Brannon Braga  | Brian Peterson & Adam Simon    | 0.233 Mio       |

## Bezug auf reale Personen und Ereignisse
Die Serie bezieht sich zeitlich und thematisch stark auf die Hexenprozesse von Salem im 17. Jahrhundert und mit einigen Haupt- und Nebenfiguren auch auf real existierende Personen, die in die Fälle verwickelt waren. Der Seemann John Alden, die Geistlichen Cotton Mather und John Hale, sowie Klägerin Mercy Lewis und Angeklagte Tituba werden in der Serie personifiziert und mit fiktiven Handlungssträngen eingesetzt.